# Linia kolejowa Wittenberge – Strasburg
Linia kolejowa Wittenberge – Strasburg – jest 156-kilometrową, jednotorową, niezelektryfikowaną i częściowo wycofaną z eksploatacji linią kolejową w krajach związkowych Brandenburgia i Meklemburgia-Pomorze Przednie. Ruch międzyregionalny został zlikwidowany w 2000 roku. Obecnie obsługiwane są tylko dwa odcinki trasy. Podczas gdy odcinek w Brandenburgii między Wittenberge i Wittstock/Dosse został zmodernizowany do parametrów linii głównej w 2008 w ramach projektu "Prignitz-Express", odcinek w Meklemburgii między Mirow i Neustrelitz nadal jest używany jako linia lokalna. Odcinek Thurow – Blankensee – Groß Daberkow został zlikwidowany, a w śladzie linii kolejowej powstała ścieżka rowerowa.